# Zyklonsaison im Nordindik 2009
Die Zyklonsaison im Nordindik 2009 hatte keine offizielle Grenzen wie in anderen Becken üblich, sondern lief das ganze Jahr hindurch. Die tropischen Wirbelstürme bilden sich allerdings in diesem Becken in der Regel zwischen April und Dezember, wobei die Monate vor und nach der Monsunsaison, also April/Mai und Oktober/November, die aktivsten sind. Einen tropischen Wirbelsturm im Indischen Ozean bezeichnet man als Zyklon.
Das zuständige Regional Specialized Meteorological Centre (RSMC) ist das India Meteorological Department in Neu-Delhi. Dieses vergibt für diejenigen tropischen Wirbelstürme, die mindestens den Status eines Zyklons erreichen, einen Namen. Tiefdruckgebiete (je nach Windgeschwindigkeit depressions oder deep depressions) werden fortlaufend nummeriert, wobei die Buchstabenkombination BOB anzeigt, dass sich das System im Golf von Bengalen bildete. Die Buchstaben ARB stehen sinngemäß für das Arabische Meer.
Durch das Joint Typhoon Warning Center (JTWC) in Honolulu werden für die US-amerikanischen Einrichtungen im Indischen Ozean eigenständige Warnungen und Prognosen ausgegeben. Durch das JTWC erfolgt die Einstufung nach der Saffir-Simpson-Hurrikan-Windskala, das RSMC wendet für die Einstufung eigene Kriterien an, denen unter anderem die Messung der andauernden Windgeschwindigkeit auf Basis einer dreiminütigen Beobachtung zugrunde liegt.

## Sturmnamen
Tropische Wirbelstürme im Indischen Ozean werden durch das RSMC des India Meteorological Department benannt. Die Namen werden jeweils nur einmal verwendet, es werden also keine Namen verheerender Stürme nach Ende der Saison von der Liste der Namen tropischer Wirbelstürme gestrichen. Die folgenden Namen wurden für benannte Stürme benutzt:
Bijli, Aila, Phyan, Ward

## Stürme

### Zyklonischer Sturm Bijli
Am 13. April erreichte ein Gebiet atmosphärischer Konvektion mit Schauern und Gewittern über dem mittleren Golf von Bengalen geringfügig bessere Organisierung. Im Tagesverlauf bildet sich unter der Konvektion ein Tiefdruckgebiet, außerdem entstanden an der Peripherie des Systems schwach ausgeprägte Regenbänder. Am 14. April vertiefte sich um das Zentrum der Zirkulation die Konvektion und dementsprechend klassifizierte das RSMC in Neu-Delhi das System als Depression BOB 01. Früh am nächsten Tag meldete das JTWC, dass sich die Depression zum tropischen Zyklon 01B intensiviert hatte. Aufgrund eines Hochdruckgebietes über Indien zog der Sturm in westnordwestlicher Richtung. Am selben Vormittag stufte das RSMC die Depression zur Deep Depression hoch und um 15:00 Uhr UTC stufte das RSMC das System zum Zyklonischen Sturm Bijli hoch. Für die vier Häfen in Orissa wurden Sturmwarnungen erlassen, da durch die hohe Brandung Gefahr drohte.
Am 16. April drehte der Sturm und wanderte parallel zur indischen Ostküste nach Nordosten. Gegen 6:00 Uhr UTC am 16. April hat der Sturm seine Spitzenintensität mit andauernden dreiminütigen Winden vom 75 km/h erreicht. In der Frühe des nächsten Tages meldete das RSMC New Delhi die Abschwächung Bijlis in eine Deep Depression, die nach Nordwesten zog und bei Chittagong, Bangladesch über Land gelangte. Am 18. April löste sich das System über dem Bergland auf.

### Schwerer zyklonischer Sturm Aila
Spät am 21. Mai meldete das JTWC eine tropische Störung, deren Zentrum etwa 515 Seemeilen (rund 955 km) südlich der indischen Stadt Kalkutta lokalisiert wurde. Die Störung bestand zu dieser Zeit aus einem breiten und schlecht organisierten Konvektionsgebiet südöstlich der bodennahen Zirkulation; dieses hatte sich in den zwölf Stunden davor zu einem Zirkulationszentrum konsolidiert. Weil das System in ein Gebiet mit geringer vertikaler Windscherung eingebettet und die Wasseroberfläche in diesem Bereich warm genug war, entwickelte sich das Tiefdruckgebiet zu einem tropischen Wirbelsturm. Am 22. Mai wurde das System vom RSMC in Neu-Delhi als Depression BOB 02 klassifiziert.
Das Zentrum des Zyklons zog über die westlichen Sundarbans hinweg und löste sich über Land auf; allerdings hatte Aila über Land noch fast 15 Stunden die Stärke eines Zyklons. Dies wurde begünstigt, dass sich noch teilweise über dem Flussdelta des Ganges und nahe der Küste zum Golf von Bengalen befand. Im Westen von Bangladesch erreichte die Sturmflut nach Medienberichten drei Meter, die Sundarbans wurden bis zu sechs Meter hoch überflutet, etwa zwei Meter höher als der normale Tidenhub. Durch die Auswirkungen des Zyklons wurden in den indischen Bundesstaaten Westbengalen und Sikkim etwa 100 Personen getötet, 61.000 Häuser zerstört und mehr als 132.000 beschädigt. Auswirkungen hatte der Zyklon auch im Bundesstaat Orissa. Die stärksten Regenfälle wurden am 25. Mai in Paradip mit rund 260 mm gemessen. Der Sturm war der erste Zyklon seit 1989, der im Monat Mai über Westbengalen hinweg zog. In Bangladesch tötete Zyklon Aila 175 Menschen.

### Depression ARB 01
In der Frühe des 21. Juni berichtete das JTWC, das etwa 675 km, südwestlich von Mumbai eine Depression gebildet hat. Multispektralaufnahmen ergaben, dass die Störung ein bodennahes Zirkulationszentrum ausbildete, Konvektion und sich in einer Umgebung mit geringer vertikaler Windscherung befand. Während der folgenden beiden Tage entwickelte sich die Störung weiter und konsolidierte sich. Das RSMC New Delhi stellte dann am 23. Juni fest, dass sich die Depression ARB 01 gebildet hat und prognostizierte eine Intensivierung des Systems zu einer Deep Depression. Diese Intensivierung vor dem Landfall fand jedoch nicht statt und am Nachmittag des Tages gelangte das System im Süden von Gujarat über Land. Das gut ausgeprägte Tiefdruckgebiet zog nach Nordosten und gelangt in das Arabische Meer, wo es sich erneut zu einer Depression verstärkte. In der Frühe des 26. Juni löste sich Depression ARB 01 auf.
Ungewöhnlich starke Gewitter, die mit dem Tiefdruckgebiet im Zusammenhang standen, töteten mindestens neun Personen in dem südindischen Bundesstaat Gujarat. Mehr als 100 mm Niederschlag gingen am 23. Juni vor dem Landfall über Gujarat nieder.

### Deep Depression BOB 03
Früh am 20. Juli stellte das RSMC New Delhi fest, dass sich rund 120 km südöstlich von Digha im Golf von Bengalen die Depression BOB 03 gebildet hat. Konvektion hatte sich stetig besser organisiert und befand sich in einem Gebiet mit leichter bis mäßiger vertikaler Windscherung. Die Depression intensivierte sich weiter und wurde am gleichen Nachmittag zu einer Deep Depression. Danach überquerte das System die Küste an der Grenze der Bundesstaaten Orissa und Westbengalen. Über Land schwächte sich das System kontinuierlich ab.

### Deep Depression BOB 04
In der Frühe des 3. Septembers stellte das IMD fest, dass sich innerhalb der Monsunrinne vor der Küste Orissas ein Tiefdruckgebiet gebildet hatte. Das System entwickelte sich weiter. Das ausgeprägte Konvektionsgebiet begann, sich um ein bodennahes Zirkulationszentrum innerhalb leichter vertikaler Windscherung zu konsolidieren. Am 5. September berichtete das IMD die Intensivierung des Tiefdruckgebietes zu einer Depression. Im Tagesverlauf verstärkte sich die Depression zu einer Deep Depression; nach den Kriterien des JTWCs erreichte Zyklon 03B bereits Windgeschwindigkeiten eines tropischen Sturmes. Das JTWC beobachtete den Sturm jedoch nicht weiter, weil dieser bereits bei Digha in Westbengalen über Land zog und sich nach den Prognosen im Tagesverlauf bereits auflösen sollte. Das IMD setzte die Beobachtungen des Systems noch bis zum 7. September fort. Zu diesem Zeitpunkt befand sich das Zentrum des inzwischen abgestuften Systems über Jharkhand und der angrenzenden Region Chhattisgarh.
In Digha ertrank eine Person, nachdem sie vom Hochwasser mitgerissen wurde. Der höchste durch das System verursachte Niederschlag belief sich auf 76 mm.

### Zyklonischer Sturm Phyan
Der Zyklonische Sturm Phyan entstand sich spät am 4. November südwestlich von Colombo in Sri Lanka. Während der nächsten Tage entwickelte sich die Störung stetig, bevor sie im Süden des indischen Subkontinentes am 7. November über Land gelangte. Die Störung überquerte das Festland und gelangte spät am 8. November über das Arabische Meer, wo sie sich bis zum 9. November zur Depression ARB 03 intensivierte. Das System schwenkte nach Nordosten und nach einer weiteren Intensivierung zum zyklonischen Sturm erhielt das System den Namen Phyan. 

### Zyklonischer Sturm Ward
Am 10. Dezember gab das RSMC New Delhi bekannt, dass sich etwa 400 km ostsüdöstlich von Batticaloa, Sri Lanka die Depression BOB 05 gebildet hat. Das System intensivierte sich am darauffolgenden Tag zum Zyklonischen Sturm Ward. Ward wanderte einige Zeit östlich von Sri Lanka umher, bevor das System als Deep Depression in der Nähe von Trincomalee am 14. Dezember über Land gelangte.